# Бобачёво
Бобачёво — микрорайон города Тверь, упразднённая деревня, вошедшая в городскую черту в 1937 году. Находится в восточной части города на территории Московского района, в конце проспекта Победы, за микрорайоном Чайка.

## Топоним
Известна в древности как Бобачая, Бобачево (Лушниково).
От имени деревни назван лесопарк Бобачёвская роща.

## История
В XVII—XVIII веках упоминаются деревни Лучниково и Бобачая. По данным Списка населенных мест Тверской губернии по сведениям 1859 года значится владельческое сельцо Бобачево (Лушниково), 18 дворов, 181 житель.
Деревня Бобачёво включена в черту города Калинина в 1937 году.
Место боевых столкновений во время Великой Отечественной войны.

## Инфраструктура
Домовладения.

## Транспорт
Исторически через Бобачёво проходила дорога на Москву.